# Уилсон, Марджери
Марджери Уилсон (англ. Margery Wilson, настоящее имя Сара Баркер Стрейер, англ. Sarah Barker Strayer, 31 октября 1896 — 21 января 1986) — американская актриса немого кино в 1910-е годы, известна по роли второго плана в фильме Дэвида Уорка Гриффита «Нетерпимость» (1916). В 1920 дебютировала как режиссёр, позже выступила в качестве продюсера и сценариста собственных фильмов.

## Ранние годы
Марджери Уилсон, урождённая Сара Баркер Стрейер, получила образование в семинарии. Отец расширил знания дочери в области литературы и философии. Она занималась социальной работой — участвовала в публичных выступлениях в церквях и школах в области Цинциннати. В шестнадцать лет Марджери Уилсон создала собственное музыкальное шоу, где пела с сестрой, они побывали на гастролях в Европе.

## Карьера
В 1914 Марджери Уилсон отправилась в Лос-Анджелес и начала свою карьеру в Голливуде, заключив контракт с Гриффитом. С этого контракта имя от рождения сменилось на Марджери Уилсон. На студии Гриффита «Fine Arts Corporation» Марджери Уилсон сыграла с такими звездами, как Дороти Гиш в фильме «Наследственное» (1916), с Дугласом Фэрбенксом в фильме «Двойная проблема» (1916). Одной из первых главных была роль в фильме «Глаз ночи» (1916) с Джоном Гилбертом.
на так же снималась в вестернах Томаса Инса. Важным в её карьере актрисы стало сотрудничество с Уильямом Хартом. Он был главной звездой вестерна в эпоху немого кино. Марджери Уилсон стала его напарницей в фильмах: «Возвращение Дроу Игана» (1916), «Боец с пистолетом» (1916), «Волк Лоури» (1916). Ролью, вписавшей Марджери Уилсон в историю стала роль Кареглазки в фильме Гриффита «Нетерпимость» (1916), в эпизоде про Варфоломеевскую ночь.
В 1920 Марджери Уилсон попробовала себя в качестве режиссёра в фильме «Это нечто», где так же исполнила одну из главных ролей. Со следующего фильма она взяла на себя вдобавок функции сценариста и продюсера. Её карьера в качестве режиссёра продлилась до 1923 года.

## Последние годы
В 1923 году Марджери ушла из кинопроизводства. Она вышла замуж за Отто Микса — крупного предпринимателя, и посвятила себя семейной жизни. Но с приходом звука в кино, в конце 1920-х Марджери Уилсон стала преподавать актёрам сценическую речь и дикцию, вела лекции и выступала на радио, а также выпустила своеобразное руководство для актёров под названием «Шарм» (1928) — это была первая книга, а далее последовали: «Новый этикет», «Как жить не по средствам», «Личность и Бог» и многие другие. В 1956 году она выпустила автобиографию «Я нашла свой путь».

## Фильмография
| Год  |     | Русское название       | Оригинальное название                            | Роль                 |
| ---- | --- | ---------------------- | ------------------------------------------------ | -------------------- |
| 1914 | кор | Джейн Эйр              | Jane Eyre                                        | н/д                  |
| 1915 | кор | —                      | The Lucky Transfer                               | маленькая девочка    |
| 1915 | кор | —                      | For the Honor of Bettina                         | Марина               |
| 1915 | ф   | Флуи и Аксель          | Flooey and Axel                                  | Марджи               |
| 1915 | кор | —                      | The Deadly Focus                                 | служанка             |
| 1915 | кор | —                      | The Man of It                                    | Мэри                 |
| 1915 | кор | —                      | The Ten O’Clock Boat                             | Рут                  |
| 1915 | кор | —                      | Unwinding It                                     | Марджи               |
| 1915 | кор | —                      | The Showdown                                     | Энни Брин            |
| 1915 | кор | —                      | A Woman of Nerve                                 | Кейт                 |
| 1915 | кор | —                      | The Way of a Mother                              | н/д                  |
| 1915 | ф   | —                      | The Fatal Hour                                   | Хелен                |
| 1915 | кор | —                      | A Dark Horse                                     | Мэрион Хейверли      |
| 1915 | кор | —                      | Bred in the Bone                                 | жена управляющего    |
| 1915 | кор | —                      | The Stab                                         | Полин                |
| 1915 | ф   | Двойные неприятности   | Double Trouble                                   | Элизабет Уолдрон     |
| 1915 | кор | —                      | The Opal Pin                                     | миссис Филлип Хэнсон |
| 1915 | кор | —                      | The Bankhurst Mystery                            | миссис Филлип Хэнсон |
| 1916 | ф   | Сильный соблазн        | The Primal Lure                                  | Лои ле Мойн          |
| 1916 | ф   | Глаза ночи             | Eye of the Night                                 | Джейн                |
| 1916 | ф   | Нетерпимость           | Intolerance: Love’s Struggle Throughout the Ages | Кареглазка           |
| 1916 | ф   | Возвращение Дроу Игана | The Return of Draw Egan                          | Миртл Бактон         |
| 1916 | ф   | —                      | A Corner in Colleens                             | Роуз                 |
| 1916 | ф   | —                      | The Honorable Algy                               | Патриша              |
| 1916 | ф   | —                      | The Sin Ye Do                                    | Элис Уорд            |
| 1917 | ф   | —                      | The Bride of Hate                                | Мерседес Мендоза     |
| 1917 | ф   | Револьверщик           | The Gun Fighter                                  | Норма Райт           |
| 1917 | ф   | —                      | The Last of the Ingrams                          | Мерси Рид            |
| 1917 | ф   | Человек пустыни        | The Desert Man                                   | Дженни               |
| 1917 | ф   | —                      | Wolf Lowry                                       | Мэри Дейвис          |
| 1917 | ф   | —                      | The Clodhopper                                   | Мэри Мартин          |
| 1917 | ф   | —                      | The Mother Instinct                              | Мари Кутьер          |
| 1917 | ф   | —                      | Mountain Dew                                     | Рокси Брэдли         |
| 1917 | ф   | Дикий сумах            | Wild Sumac                                       | Дикий сумах          |
| 1918 | ф   | —                      | Without Honor                                    | Джини Макгрегор      |
| 1918 | ф   | —                      | The Flames of Chance                             | Жанетт Гонтро        |
| 1918 | ф   | —                      | The Hard Rock Breed                              | Шейла Долан          |
| 1918 | ф   | —                      | The Law of the Great Northwest                   | Мари Монест          |
| 1918 | ф   | —                      | The Hand at the Window                           | Лора Бауэрс          |
| 1918 | ф   | —                      | Old Love for New                                 | Гвендолин Олкот      |
| 1918 | ф   | —                      | Marked Cards                                     | Эллен Шеннон         |
| 1919 | ф   | —                      | Venus in the East                                | Марта                |
| 1919 | ф   | Провинциал             | Crooked Straight                                 | Вера Оуэн            |
| 1919 | ф   | —                      | Desert Gold                                      | Мерседес Кастенада   |
| 1920 | ф   | Цветущий ангел         | The Blooming Angel                               | Карлотта             |
| 1920 | ф   | —                      | That Something                                   | Дора Холмс           |
| 1920 | ф   | —                      | The House of Whispers                            | Клара Брэдфорд       |
| 1920 | кор | —                      | Two of a Kind                                    | н/д                  |
| 1922 | ф   | —                      | Why Not Marry?                                   | н/д                  |
| 1922 | ф   | —                      | Insinuation                                      | Мэри Райт            |
| 1922 | ф   | —                      | The Offenders                                    | н/д                  |
| 1939 | тф  | —                      | The Charcoal-Burner’s Son                        | н/д                  |